# Phyllophaga huiteaca
Phyllophaga huiteaca är en skalbaggsart som beskrevs av Moron 2006. Phyllophaga huiteaca ingår i släktet Phyllophaga och familjen Melolonthidae. Inga underarter finns listade i Catalogue of Life.